# 马塞尔·罗齐耶
马塞尔·罗齐耶（法語：Marcel Rozier，1936年3月22日—），法国男子马术运动员。他曾代表法国参加1968年、1972年和1976年夏季奥林匹克运动会马术比赛，共获得一枚金牌和一枚银牌。